# Desertaria flamma
Desertaria flamma är en insektsart som beskrevs av Sjöstedt 1921. Desertaria flamma ingår i släktet Desertaria och familjen gräshoppor. Inga underarter finns listade i Catalogue of Life.